# Anefo
L'Algemeen Nederlandsch Fotobureau (ANeFo) est une ancienne agence de presse spécialisée en photographie, aux Pays-Bas. Elle collabore avec l’Algemeen Nederlands Persbureau (nl) (ANP) et d’autres agences de presse jusqu’à sa disparition en 1989. Elle ne doit pas être confondue avec ANP Photo, le département photo de l'ANP. 
L'agence Anefo a été créée en 1944 par le Bureau Militair Gezag (BMG), le gouvernement provisoire pendant la Seconde Guerre mondiale. Bien qu’elle soit à l'origine une agence gouvernementale, elle a été privatisée peu après la fin de la guerre. 
L'objectif de Anefo était de promouvoir l'action du gouvernement et de constituer une documentation à l'usage de la presse néerlandaise. Une autre organisation située à Londres, la Regeerings Voorlichtingsdienst (RVD), effectuait également un travail similaire, et les deux organisations étaient étroitement liées. 
Après la libération de la Belgique en septembre 1944, le BMG fut transféré à Bruxelles avec l'Anefo. Une fois les Pays-Bas du Nord libérés, l'Anefo s'est installée à Amsterdam (bien que l'agence de Bruxelles soit restée active jusqu'en décembre 1945). 
Les services d'archive d'Anefo ont collaboré avec les Archives nationales et Wikimedia en 2012 pour placer 140 000 images portant sur des événements d'actualités néerlandais de 1959-1989 sous une licence CC-BY-SA, afin de les transférer sur Wikimedia Commons,. 
En 2015, environ 15 000 de ces photos ont été téléversées sur Wikimedia Commons. En 2018, ce nombre dépassait les 260 000 photographies,.

## Galerie

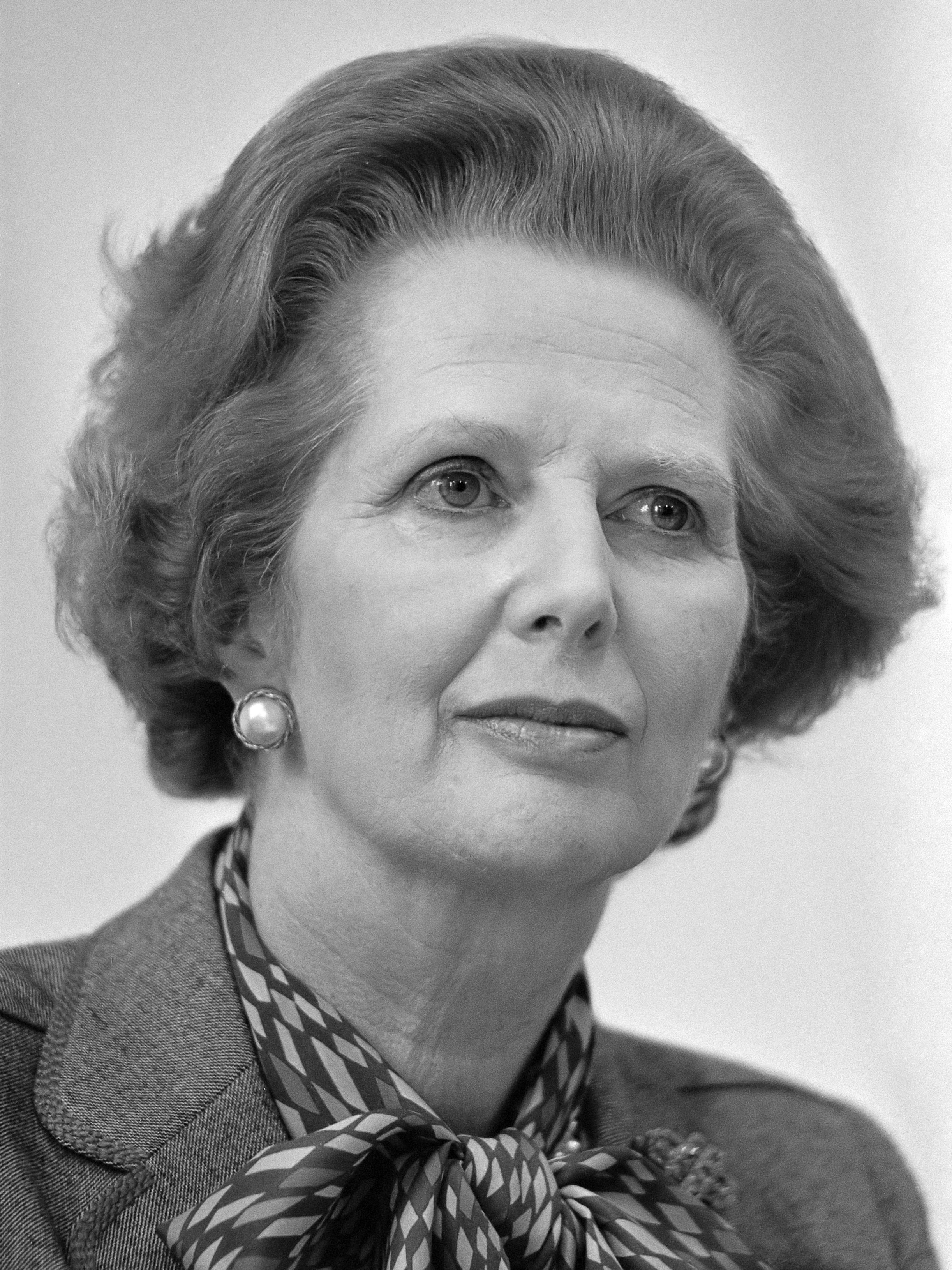
Margaret Thatcher (1983)  (Photo : Rob Bogaerts - Anefo)
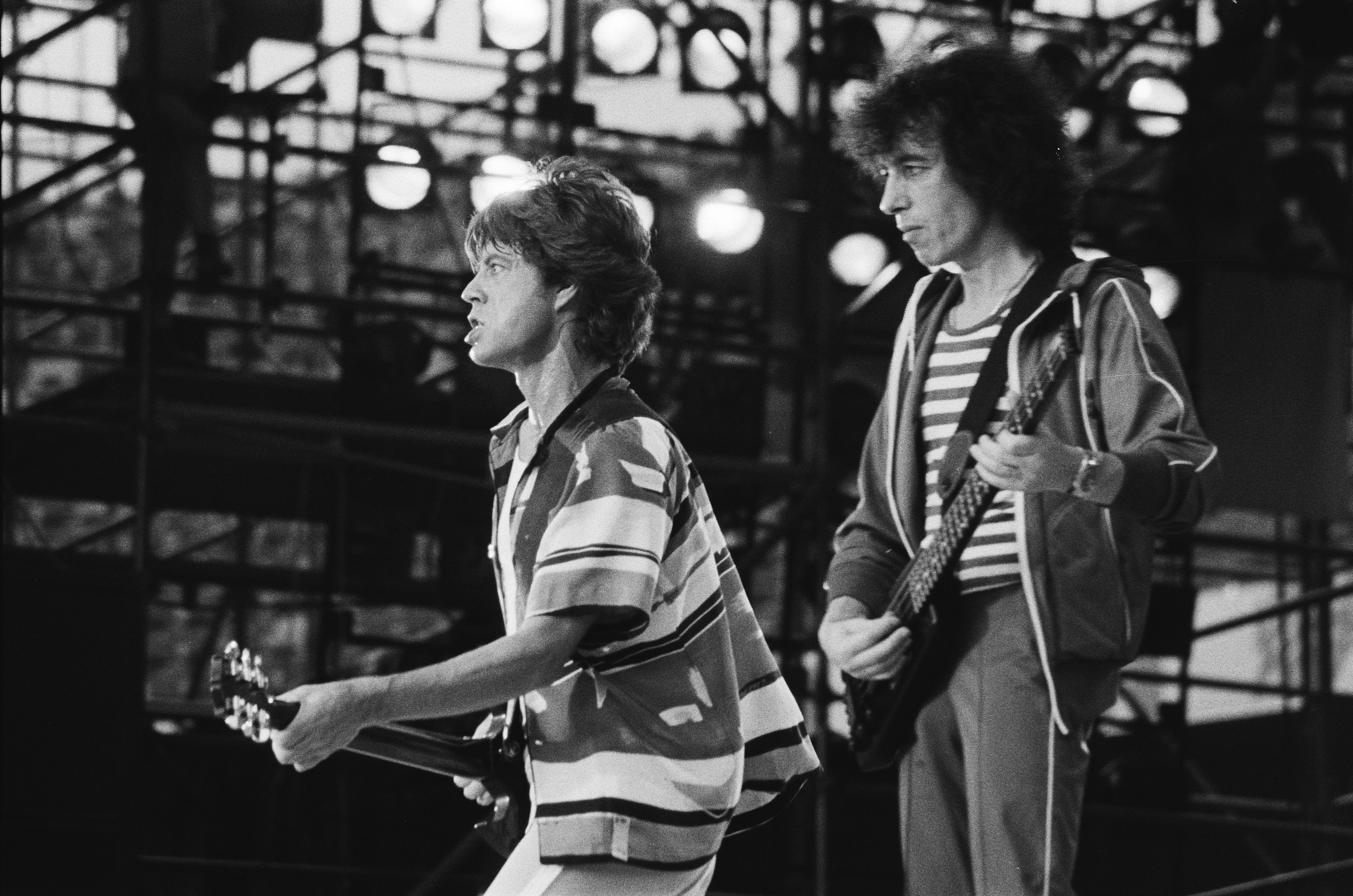
The Rolling Stones (1982)  (Photo : Marcel Antonisse - Anefo)
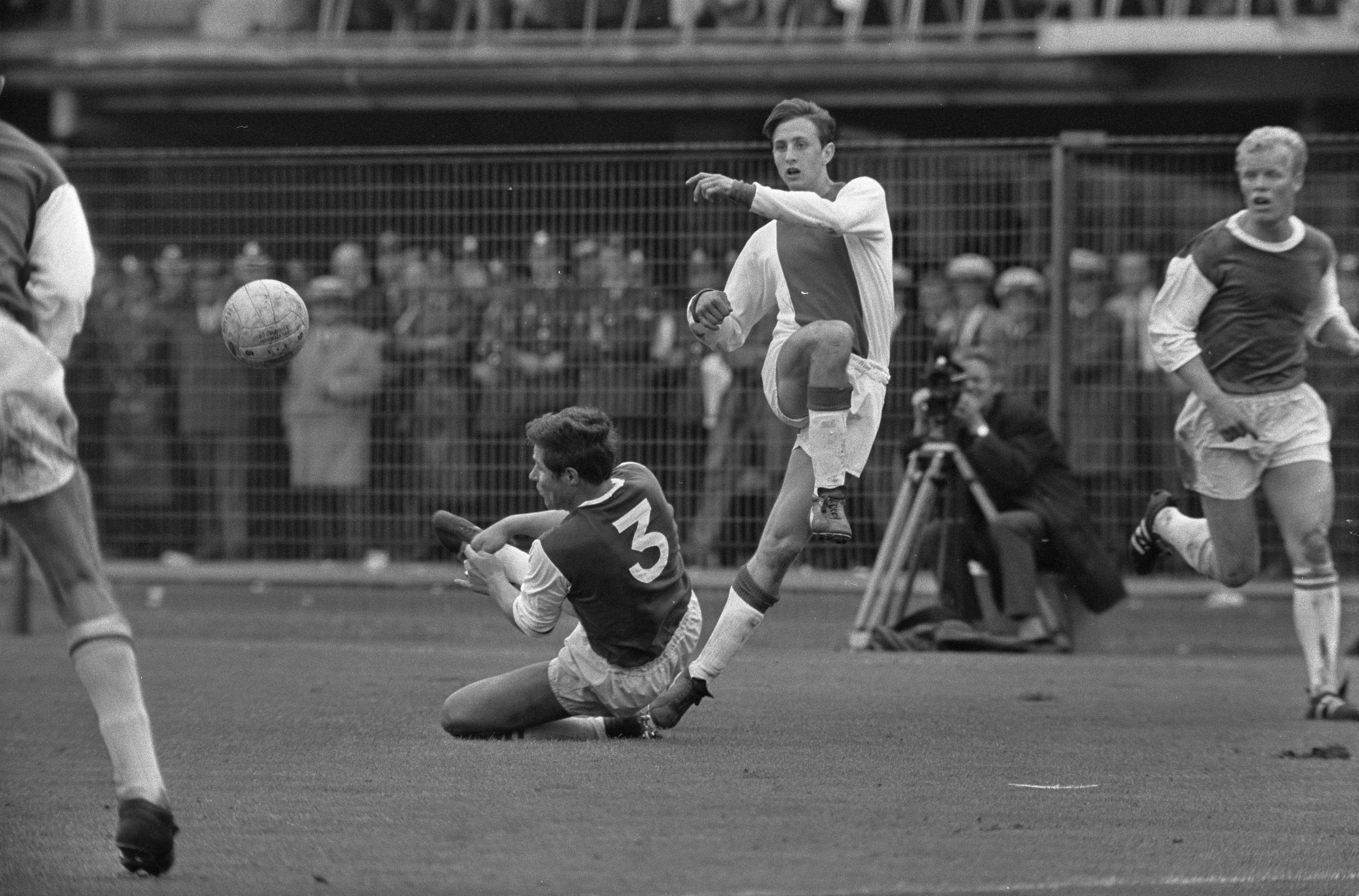
Johan Cruyff (1967)  (Photo : Ron Kroon - Anefo)
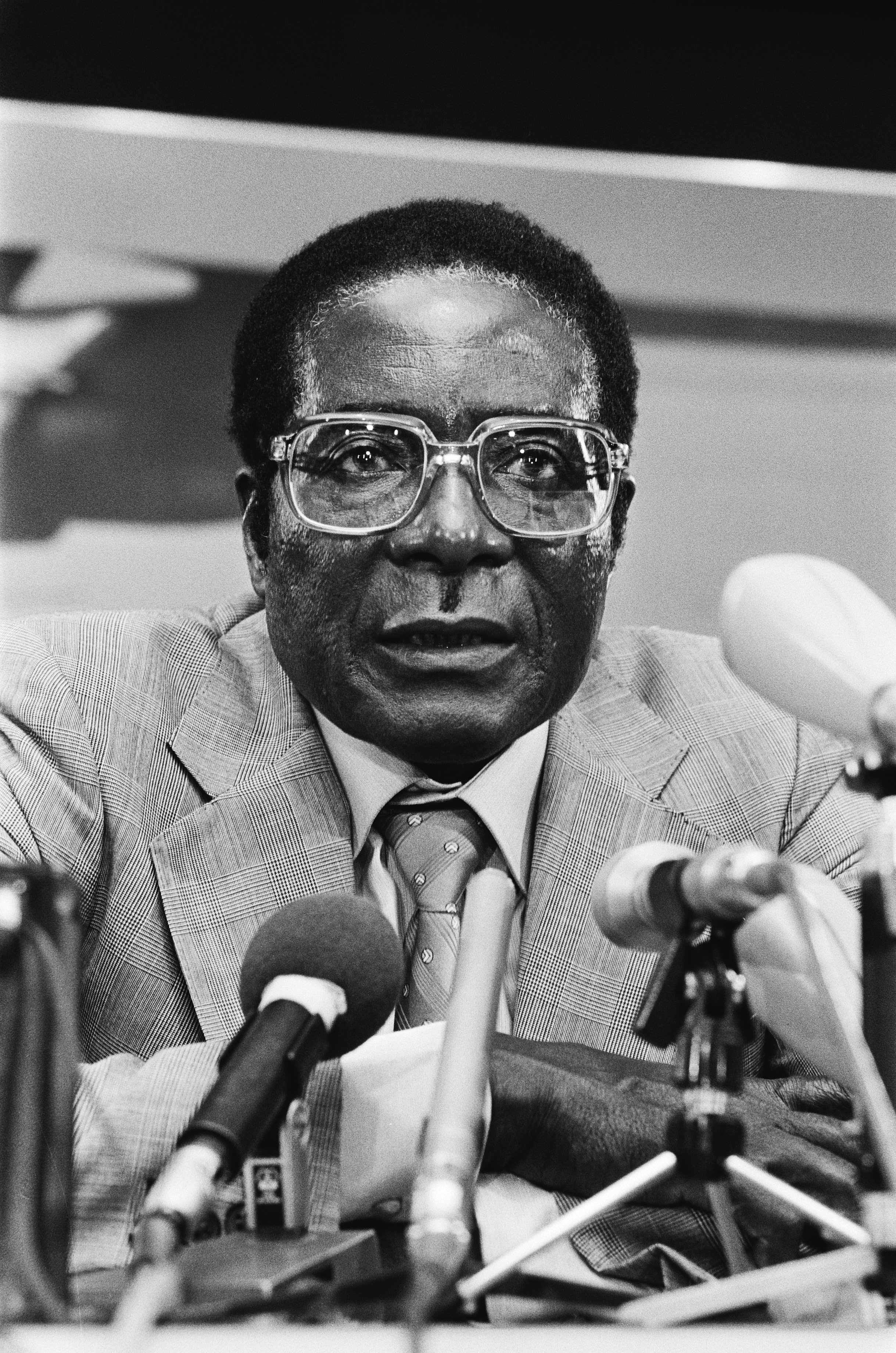
Robert Mugabe (1982) Photo : Marcel Antonisse - Anefo)
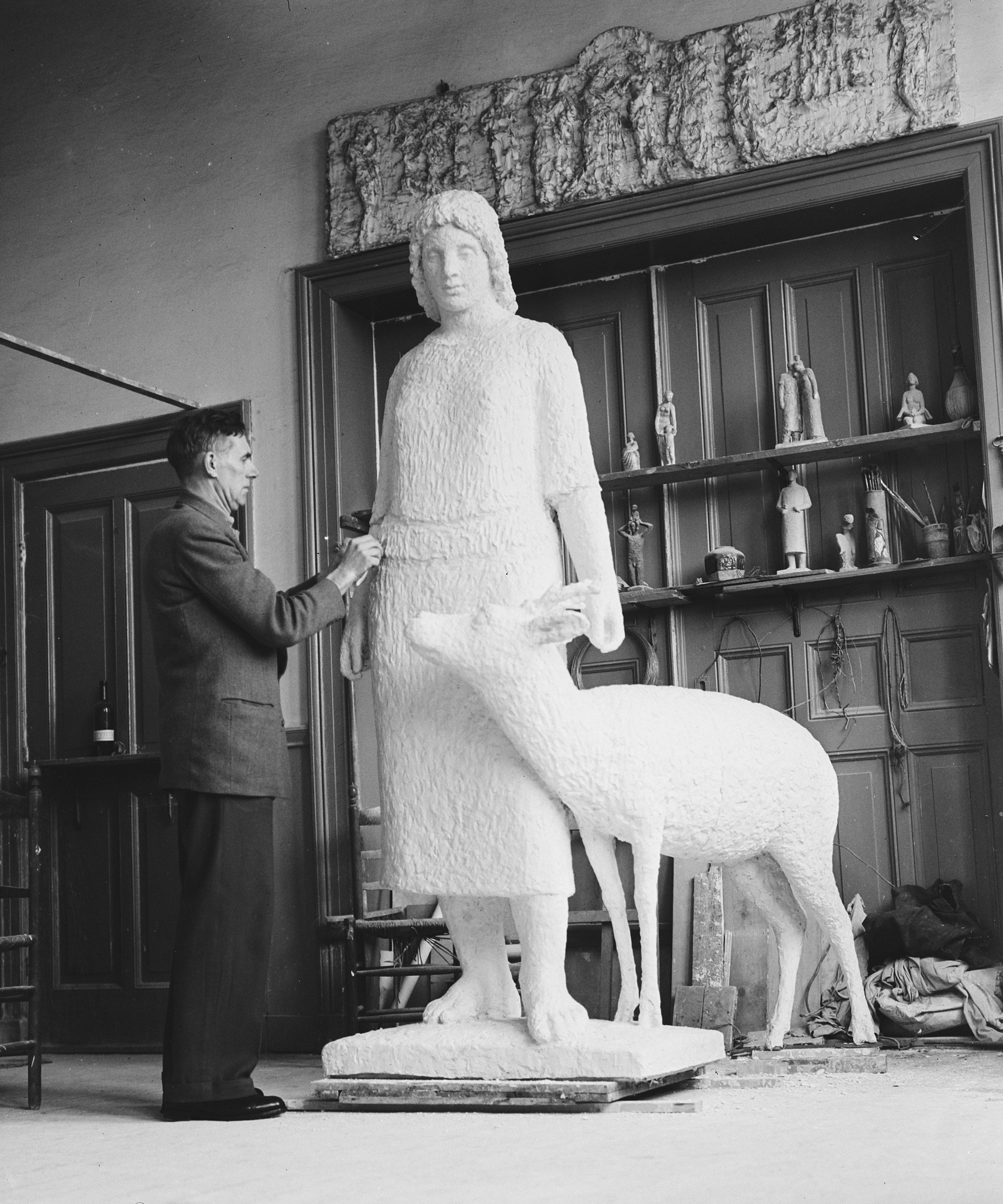
Gerrit Bolhuis travaillant à une sculpture de Tante Riek (nl). Photo de Joop van Bilsen, Anefo.